# マヌーバ県
マヌーバ県（マヌーバけん、アラビア語：ولاية منوبة、英語：Manouba Governorate） は、チュニジアの県である。チュニジアの北に位置する。人口は336,000人（2004年）。県都はマヌーバである。